# Amrullah Saleh
Amrullah Saleh (Pasjtoe/Dari: امرالله صالح) (Panjshir, 15 oktober 1972) is een Afghaans politicus.
Op 23 december 2018 werd hij benoemd tot minister van Binnenlandse Zaken van Afghanistan. In januari 2019 nam hij ontslag om zich kandidaat te stellen als vicepresident bij de presidentsverkiezingen van 28 september 2019.
Op 17 augustus 2021 riep hij zichzelf uit tot interim-president als opvolger van president Ashraf Ghani, die het land verliet na de inname van de hoofdstad Kabul door de taliban. Saleh legitimeerde zijn interim-presidentschap aan de hand van de Afghaanse grondwet die stelt dat "de eerste vicepresident bij afwezigheid, vlucht, aftreden of overlijden van de president, interim-president wordt".
Vanuit de Panjshirvallei (de enige overgebleven regio van de Islamitische Republiek Afghanistan) had hij samen met Ahmad Massoed en minister van Defensie Bismillah Khan Mohammadi de leiding over het Nationaal Verzetsfront van Afghanistan dat strijdt tegen de taliban.
Op 6 september 2021 viel ook de Panjshirvallei in handen van de taliban en vluchtte Saleh naar Tadzjikistan.